# Дхритараштра

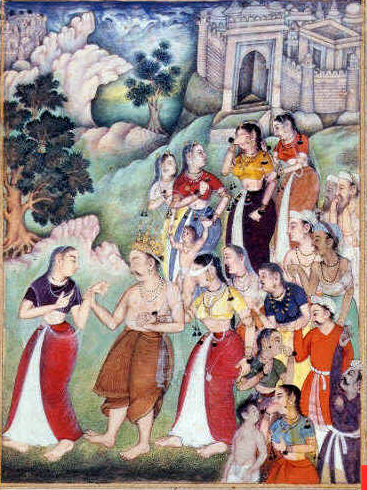

Дхритара́штра (санскр. धृतराष्ट्र, IAST: Dhṛtarāṣṭra; «тот, чье царство сохранено») — слепой царь Кауравов, герой древнеиндийского эпоса «Махабхарата», сын святого отшельника Вьясы и царицы Амбики, вдовы царя Лунной династии Вичитравирьи. Дхритараштра представляет собой крайний случай нерешительного чадолюбивого старого царя, неспособного обуздать злонамеренного сына.

## Повествование
Когда молодой царь Вичитравирья умер, его вдовы, царицы Амбика и Амбалика, оставались бездетными. Чтобы род Кауравов не пресёкся, мать Вичитравирьи, старая царица Сатьявати, вызвала своего внебрачного сына, святого отшельника Вьясу, для произведения потомства Амбикой и Амбаликой от деверя по обычаю нийога.
Когда страшный лесной аскет, отличавшийся рыжей бородой и отвратительным запахом, вошёл в спальню к юной царице, она от ужаса закрыла глаза, и по проклятию гневного отшельника её сын Дхритараштра, «мощью равный десяти тысячам слонов», родился слепым. Младшая царица Амбалика родила от Вьясы младшего принца Панду, которого помазали на царство из-за слепоты Дхритараштры. Дядя Дхритараштры, могучий Бхишма, бывший регентом при малолетних царевичах, высватал ему принцессу Гандхари. Праведная Гандхари навсегда надела на глаза повязку, чтобы ничем не превосходить своего слепого мужа. По обещанию Шивы и при посредничестве Вьясы у Гандхари и Дхритараштры чудесным образом родились сто сыновей (братья-Кауравы) и одна дочь.
Первенец и любимец Дхритараштры Дурьодхана родился при неблагоприятных знамениях: шакалы и другие страшные хищники подняли вой, и мудрецы сказали Дхритараштре: «Очевидно, этот твой сын будет истребителем рода. Спокойствие может наступить только при его удалении; если же ты его вырастишь, случится великое бедствие». Слабовольный Дхритараштра не последовал совету мудрецов и родичей (ср. с Приамом, который из-за страшных предзнаменований согласился избавиться от Париса). После смерти Панду Дхритараштра стал царём, а осиротевшие сыновья Панду (пятеро братьев-Пандавов) жили при его дворе. Дурьодхана, завистливый и властолюбивый, с юности пытался расправиться с Пандавами. Когда подданные заговорили о помазании старшего Пандавы, благочестивого Юдхиштхиры, на царство, Дурьодхана уговорил отца отправить племянников в ссылку, где организовал поджог их дома. Старый царь оплакивал погибших племянников и их мать Кунти, не зная, что они спаслись. Узнав позже, что племянники живы, Дхритараштра под давлением престарелого Бхишмы и мудрецов выделил им половину царства, невзирая на возражения Дурьодханы и его побратима и советника Карны. Расширяя пределы своей державы, Пандавы достигли невиданного благоденствия и богатства, и Юдхиштхира принял титул царя царей, не переставая проявлять почтение к старому дяде, который заменил им отца. Заболевший от зависти Дурьодхана уговорил слабовольного царя вызвать Юдхиштхиру на игру в кости, чтобы хитростью завладеть царством Пандавов. Слепой царь при каждой ставке спрашивал, кто выиграл, и не мог скрыть радости, что его сыновья одолели его племянников. Проигравшие Пандавы отправились в тринадцатилетнее изгнание, и слепой царь отказался их вернуть, несмотря на уговоры мудрых советников. По истечении срока изгнания Пандавов Дурьодхана не вернул им царства, а Дхритараштра не стал перечить своенравному наследнику. Так Пандавы и Кауравы сошлись в страшной восемнадцатидневной битве на Курукшетре, и Пандавы победили, вернув себе царство. Несчастный Дхритараштра потерял всех сыновей, внуков, шурьев, зятя и племянников жены, и доживал при дворе победоносных Пандавов. Царь справедливости Юдхиштхира неизменно проявлял почтительность и заботу о слепом царе и старой царице, но неистовый Бхимасена не мог простить Дхритараштре того, что он попускал проискам Дурьодханы. Огорчённый оскорблениями Бхимасены и постоянно мучимый раскаянием за ужасную распрю, которую он не предотвратил, Дхритараштра в сопровождении Гандхари удалился отшельником в лес, где престарелая чета вскоре погибла в лесном пожаре.

## Трагический образ
Дхритараштра представляет один из наиболее ярких и трагических образов в галерее старых правителей и слабовольных отцов, чья репутация страдает из-за недостойных сыновей, который оказывается вовлечён в неприглядные интриги сыновей и племянников, оказывается жертвой манипуляций родичей или сам враждует со своими племянниками.